# Plundering van Naarden (1481)
Plundering van Naarden (ook wel "List van Naarden" genoemd) vond plaats tussen 8  en 10 december 1481 tijdens de Stichtse Oorlog een fase van de Hoekse en Kabeljauwse twisten.

## Achtergrond
In augustus 1481 ontstond er opstand in de stad Utrecht, Jan III van Montfoort verjaagde al zijn "Kabeljauwse" tegenstanders en ontzegde bisschop David van Bourgondië de toegang tot de stad. De bisschop op zijn beurt verschanste zich in Wijk bij Duurstede en verzamelde een huurleger om deze "Hoekse" opstand neer te slaan. Na een klein succes met de Slag bij Scherpenzeel in september, leed David van Bourgondië een grote nederlaag met de Slag bij Vreeswijk op 13 oktober 1481. De Utrechtse Hoeken onder van Montfoort hadden zoveel buitgemaakt waardoor ze het nog wel even uit konden houden tegenover de troepen van de bisschop. 
De Utrechtse Hoeken beraamde een nieuw plan en de ogen werden gericht op de stad Naarden, een stad aan de Zuiderzee, goed voor de overzeese handel en om controle op de vaarroutes te houden. Op 12 november 1481 zou de raad besloten hebben om de stad in te nemen voor eigen politieke doeleinde.

## Verloop
In de avond van 8 december verzamelde 600 Stichtse krijgsmannen onder leiding van Arnt Ruysch en Jan van Needen, merendeels uit Utrecht en Amersfoort, zich in de stilte van de nacht voor de muren van Naarden. Het plan was om een tiental mannen te laten omkleden tot boerinnen met als "list" in mandjes boter en eieren te gaan verkopen in de stad. Ze hadden daarbij een echte boerin uit de omgeving omgepraat of ontvoerd, om hun mee te helpen de stad in te komen. Bij zonsopkomst (9 december) besloten ze het plan door te zetten en de enige vrouw, begeleid door de verklede mannen, sprak de poortwachter aan of ze toegang konden krijgen tot de stad om hun waren te verkopen . 
Toen eenmaal de toegang werd verleend werden de poorters overmeesterd en het sein gegeven dat de Utrechtse krijgsmannen naar binnen konden. In de straten en het kerkhof van Naarden werd hard gevochten en vielen er vele slachtoffers. Volgens overleveringen werden 17 burgers gedood in de Sint Vituskerk en alle kostbaardheden als ook van het Bagijnklooster weg geroofd. Er waren circa 50 doden en tussen de 140 a 200 gevangenen onder de burgers van Naarden. Na de inname van de stad weden direct boodschappers gestuurd naar Utrecht en Amersfoort om huifkarren te sturen voor de veroverde goederen.
De boodschappers bereikte de steden echter niet en werden vermoedelijk tegengehouden en omgebracht door burger milities uit Amsterdam en Muiden. De 600 Stichtse krijgsmannen moesten nu op eigen kracht terug zien te komen naar hun steden, wat wel lukte, maar niet met behoud van de stad Naarden.

## Nasleep
In enkele dagen werd door Amsterdam de stadhouder van Holland en Bourgondische afgezant Joost van Lalaing ingelicht over de gebeurtenissen in Naarden. Deze besloot een krijgsmacht van ruim 4000 mannen in te schepen in Gouda en zo naar Naarden te varen, om daar zijn hoofdkwartier in te richten. Vanaf 20 december 1481 begon hij zijn strafexpeditie door Gooiland, Eemland en het Sticht. Op 21 december werd Eemnes geplunderd met omringende gehuchten, tussen 22 en 26 december 1481 werden Soest, Baarn, Zeist en dorpen geplunderd en afgebrand. Op 26 december (2de kerstdag) vond de Slag bij Westbroek plaats, hierbij kwam een grootgedeelte van de Utrechtse burgerij om, evenals Arnt Ruysch die betrokken was op de inbreuk op Naarden. Van Lalaing staakte hierna verlopig zijn strafexpeditie.